# Tour della nazionale maschile di rugby a 15 della Nuova Zelanda 2004
Nel 2004 la Nazionale di rugby a 15 della Nuova Zelanda si reca in tour in Europa, dove incontra Italia, Galles e Francia.
La squadra costruita da Graham Henry si dimostra troppo superiore alla balbettante nazionale italiana, ma soffre tremendamente con un Galles che si dimostra in crescita e di lì a pochi mesi conquisterà il Grande Slam nel Sei nazioni 2005. Molto più agevole la vittoria con la Francia.
Le stelle della squadra sono senz'altro Dan Carter (55 punti), mediano di apertura che è subentrato a Carlos Spencer, e il capitano Richie McCaw. Metaman è l'estremo Mils Muliaina con 3 mete davanti a Rico Gear ed altri con 2.
Facilissimo è l'esordio con l'Italia travolta da tre mete nei primi 8 minuti. Contro il Galles, invece, il match è assai equilibrato, giocato molto in mischia chiusa e viene risolto dalla 27ª meta in 22 incontri di Joe Rokocoko.
Nel terzo incontro gli All Blacks mettono in campo tutta la loro arte e travolgono la Francia.
Il tour si chiude con un match spettacolo contro i Barbarians.

## Risultati

### I test match
| Arbitro: | Joël Jutge |

|                        |      |                                                                                     |
| 80+1’ Mauro Bergamasco | mt   | 2’ C. Smith 6’ Carter 8’, 67’ Muliaina 20’, 33’ Umaga 43’ Taumoepeau 60’, 64’ McCaw |
| 80+1’ Wakarua          | tr   | 2’, 6’, 8’, 20’, 33’, 60’, 64’, 67’ Carter                                          |
| 17’ Wakarua            | c.p. |                                                                                     |

| Cardiff 20 novembre 2004 | Galles | 26 – 25 | Nuova Zelanda | Millennium Stadium |

| Roma 27 novembre 2004 | Francia | 0 – 0 | Nuova Zelanda | Stadio Olimpico |

### Gli altri incontri
| Londra 4 dicembre 2004 | Barbarians | 19 – 47 | Nuova Zelanda XV | Twickenham\| Arbitro: \| A. Turner \| |
| Arbitro:               | A. Turner  |         |                  |                                       |